# Моту-Ити (остров Пасхи)
Моту-Ити (рап. Motu Iti, «маленький остров») — небольшой необитаемый остров возле Моту-Нуи, примерно в 1,5 км от вулкана Рано-Као на юго-западной оконечности острова Пасхи. Имеет площадь 1,6 га, является вторым по величине после Моту-Нуи. Принадлежит Чили.
В настоящее время остров входит в состав Национального парка Рапануи (остров Пасхи). До второй половины XIX века являлся источником обсидиана для рапануйцев для изготовления орудий труда и местом ежегодного сбора птичьих яиц. Моту-Ити является вершиной вулкана, подножие которого находится на глубине 2 км.
Среди птиц, гнездящихся на Моту-Ити — тёмная крачка.